# مارك بريغز (سياسي)
مارك بريغز (بالإنجليزية: Mark Briggs)‏ هو سياسي نيوزلندي، ولد في 6 أبريل 1884 في المملكة المتحدة، وتوفي في 15 مارس 1965 في نيوزيلندا. حزبياً، نشط في حزب العمال النيوزيلندي.